# Alfredo Dentice di Frasso
Alfredo Dentice di Frasso (Napoli, 27 gennaio 1873 – Aiello Calabro, 10 febbraio 1940) è stato un ammiraglio, imprenditore e politico italiano, particolarmente distintosi nel corso della grande guerra, dove fu decorato con le Croci di Cavaliere e di Ufficiale dell'Ordine militare di Savoia e le medaglie d'argento e di bronzo al valor militare.
Dopo la fine del conflitto curò la valorizzazione e lo sviluppo di alcune industrie tessili nel Napoletano, fu forte assertore dello sviluppo dell'aviazione e delle linee aeree commerciali, fu vicepresidente della "Marittima italiana" di Genova (1923), vicepresidente della "Società Italiana di Navigazione Interna" di Venezia (1923), presidente del Lloyd Triestino, presidente della Società di navigazione "Puglia" e presidente della Cosulich Società Triestina di Navigazione. Alle elezioni plebiscitarie del 1929 fu eletto deputato nella XXVIII legislatura e, come presidente della Federazione nazionale fascista imprese e trasporti aerei, fu nominato senatore della XXX legislatura. Perse la vita nell'incidente aereo accaduto a un velivolo Savoia-Marchetti S.M.75 (I-LEAL) della compagnia Ala Littoria.

## Biografia
Nacque a Napoli il 27 gennaio 1873, figlio quintogenito di Ernesto, principe di Frasso, Crucoli e San Vito, e di Luisa Chotek von Chotkova. All'età di 13 anni, il 21 ottobre 1886, entrò come allievo nella Regia Accademia Navale di Livorno e compì la sua prima campagna navale a bordo della nave scuola Vittorio Emanuele. Divenuto guardiamarina nel luglio del 1891, fu promosso sottotenente di vascello due anni dopo e partecipò con le unità italiane al rifornimento del corpo di spedizione in Eritrea nel corso della guerra ed alle altre operazioni in Africa Orientale fino al 1894. Assegnato alla difesa mobile di La Spezia, divenne tenente di vascello nel 1896, fu imbarcato sulla torpediniera Nibbio e nel 1900 prese parte  alle operazioni militari in Cina seguite alla rivolta dei Boxer, imbarcato sull'ariete-torpediniere Ettore Fieramosca.
Con l'occupazione da parte delle potenze alleate della città di Tientsin e la costituzione nel mese di aprile di un governo provvisorio, quest'ultimo assegnò alla Regia Marina il compito di vigilare, insieme ad altre forze, sui fiumi e sui canali che si incrociavano nella città per impedire il contrabbando di armi, combattere la piccola pirateria e regolare la navigazione delle giunche. A capo di tali servizi, comandando una compagnia di marinai, fu posto lui, il quale, frequentemente impegnato, durante uno scontro con i briganti rimase ferito ad una mano. Nel mese di maggio fu inviato più a settentrione, con il compito di presidiare la città di Shan-hai-Kuan, dove curò i rilievi topografici dei luoghi e raccolse notizie su eventuali giacimenti di carbone, ma affrontò  anche frequenti scaramucce con soldati cinesi sbandati e con alcune bande di saccheggiatori.
Rientrato in Italia alla fine del mese di novembre, assunse il comando della torpediniera 125 S e poi delle torpediniere Orione, Orfeo e Saffo. Nel 1903 divenne socio della Società Geografica Italiana. Nel 1905 sposò Elisabetta Schlippenbach.
Allo scoppio della guerra italo-turca (1911) divenne comandante della torpediniera Falco, impiegata in compiti secondari di pattugliamento dell'Alto Adriatico e nel mese di novembre passò a quello della torpediniera Pellicano, sempre impiegata in compiti di pattugliamento in Adriatico e poi trasferita a disposizione della Scuola meccanici di Venezia. Fu poi comandante militare del piroscafo requisito Verona, impiegato nel trasporto truppe verso la Libia. Nel 1912, sul finire del conflitto, chiese di essere messo in posizione ausiliaria e fu iscritto nella riserva navale il 1º giugno 1912, venendo richiamato in servizio nel 1914 a causa del precipitare della situazione europea. Promosso capitano di corvetta, nel maggio 1914 venne mandato a predisporre la difesa marittima di Porto Corsini (Ravenna). Pose in opera diverse batterie d'artiglieria, alcune vere e altre solo simulate, predispose l'evacuazione di una parte della popolazione dai luoghi ritenuti più esposti in caso di eventuali azioni belliche nemiche, fece realizzare dei rifugi di emergenza e fu insignito della medaglia d'argento al valore di marina per avere di propria iniziativa, nel gennaio 1915, assunto il comando del rimorchiatore Leone e tratto in salvo l'equipaggio di un peschereccio che stava affondando a causa dal mare grosso. Alle prime luci dell'alba del 24 maggio, data di ingresso nel conflitto del Regno d'Italia, rimase sorpreso dall'attacco di unità austro-ungariche contro Porto Corsini, in quanto non era giunta la notizia della dichiarazione di guerra. Ripresosi prontamente, fece aprire il fuoco dall'artiglieria colpendo il cacciatorpediniere Scharfschütze penetrato nel canale, che fu costretto a battere in ritirata ripetutamente centrato, mentre l'incrociatore leggero Novara e le altre unità che bombardavano il porto subirono danni ed ebbero morti e feriti a bordo. Nel giugno dello stesso anno fu destinato alla difesa marittima di Porto Rosega (Monfalcone), da poco conquistata al nemico. Gli austriaci si erano ritirati poco sopra il cantiere navale e dall'alto impedivano ogni movimento di navi e l'utilizzo dello stesso e con il continuo fuoco quasi quotidiano delle proprie artiglierie producevano danni ed incendi. Sistemò il proprio comando all'interno di uno scafo in costruzione, al fine di poter intervenire con la massima rapidità insieme a pompieri e marinai per contrastare gli incendi e le devastazioni, mentre nel frattempo elaborava le contromisure per neutralizzare il fuoco nemico. Lavorando con molte difficoltà, riuscì, anche posizionando nelle paludi batterie su blocchi di calcestruzzo posti appena sotto al pelo dell'acqua, a neutralizzare le postazioni nemiche ed a danneggiare gli impianti idrici del Carso.
Nel novembre 1916, decorato con una medaglia di bronzo al valor militare per un'ardita esplorazione notturna su Trieste, assunse il compito della difesa marittima della zona di Grado. Curò l'installazione di numerose batterie, il posizionamento di diversi pontoni armati, il dragaggio di alcune zone, facendo aprire due canali navigabili per i collegamenti interni ed organizzando anche una base per idrovolanti e naviglio leggero come torpediniere e MAS. In breve tempo la base di Grado fu posta al centro delle operazioni aeree e navali ordinate dal comando di Venezia, al fine di assumere il controllo del fianco meridionale dello schieramento nemico e dei porti istriani. Molto frequentemente vennero eseguite missioni di esplorazione ed incursioni, mentre venivano posati dei banchi di mine. Avendo come suo sottoposto il tenente Luigi Rizzo, studiò e propose fortemente un uso aggressivo dei MAS, fino ad allora utilizzati per compiti secondari, ponendo particolare impegno nelle missioni di esplorazione dell'Adriatico e della sponda orientale, tanto da venire insignito della Croce di Cavaliere dell'Ordine militare di Savoia. Promosso capitano di fregata nell'ottobre 1917, diresse lo sgombero della zona in seguito alla ritirata dell'esercito sulla linea del Piave dopo l'esito negativo della battaglia di Caporetto. Si distinse nell'opera di recupero di artiglierie, galleggianti, pontoni, munizioni e di una notevole quantità di altro materiale e poi, con alcuni MAS e con Rizzo, risalì il corso del Lemene nel tentativo di attaccare combattimento con il nemico al fine di disturbarlo o impedirgli il passaggio del canale, ritardandone così l'avanzata. Lasciata la zona ai primi del mese di novembre, si portò a Venezia, da dove ripartì subito, su ordine dell'ammiraglio Paolo Thaon di Revel che voleva difendere fino all'ultimo uomo la città veneta e la sua laguna. Costituita la Brigata Marina al comando del contrammiraglio Vittorio Molà, posta alle dipendenze del XXVI Corpo d'armata, composta da un raggruppamento di artiglieria e da un reggimento su quattro battaglioni,  fu posto al comando di quest'ultimo. Raccolta una prima compagnia di 230 marinai, tra il 6 ed il 7 novembre ebbe il primo scontro con il nemico. Il contrammiraglio Thaon de Revel assegnò al reggimento la difesa della zona tra Jesolo e Cortellazzo lungo il canale Cavetta e qui il 13 novembre venne respinto un attacco portato da barconi nemici, cui seguì il 16 un altro attacco portato anche dal mare con l'uso di unità navali. Il 19 dicembre truppe scelte austro-ungariche attaccarono la linea del fronte, mentre dal mare partiva un grosso bombardamento ad opera di navi da battaglia e cacciatorpediniere. La battaglia durò l'intera giornata e, nonostante qualche infiltrazione, i marinai italiani respinsero l'attacco, mentre le navi erano costrette a cessare il bombardamento in seguito all'intervento dei MAS condotti da C. Gano. Promosso capitano di vascello per merito di guerra, fu decorato con la medaglia d'argento al valor militare e, durante una visita al fronte, il capo di stato maggiore della marina si complimentò con lui per il brillante e coraggioso comportamento tenuto dagli ufficiali e dai  marinai. Rimase al comando del reggimento sino al maggio 1918, e lasciò tale incarico, sostituito da Giuseppe Sirianni, insignito della Croce di Ufficiale dell'Ordine militare di Savoia. Il 3 novembre 1918 partecipò all'occupazione militare di Trieste navigando a bordo del cacciatorpediniere Audace, prima unità della Regia Marina ad arrivarvi, con a bordo il re Vittorio Emanuele III. Rimase comandante militare marittimo della città fino al marzo 1919, quando fu di nuovo collocato nella riserva, venendo richiamato brevemente in servizio per fare parte della Commissione interalleata del Danubio, da cui venne dispensato nel marzo 1920.
Lasciata la vita militare, si impegnò in diverse attività sia economiche che politiche. Curò la valorizzazione e lo sviluppo di alcune industrie tessili nel Napoletano, fu assertore dello sviluppo dell'aviazione e delle linee aeree commerciali, fu presidente del Lloyd Triestino e della Cosulich Società Triestina di Navigazione. Promosso contrammiraglio della riserva nel 1924, divenne ammiraglio di divisione il 18 giugno 1936. Era entrato alla Camera dei deputati per il collegio unico nazionale con le elezioni plebiscitarie del 1929 (XXVIII legislatura) come presidente della Federazione nazionale fascista imprese e trasporti aerei e fu nominato senatore (XXX legislatura) alla fine del 1939.
Morì in un incidente aereo ad Aiello Calabro (Cosenza) il 10 febbraio 1940, quando il velivolo Savoia-Marchetti S.M.75 su cui si trovava, mentre era in volo verso Roma, andò ad impattare un rilievo montuoso, causando la morte di tutti coloro che si trovavano a bordo.

### Annotazioni
1. ↑  Tale decisione venne probabilmente presa in seguito alla forte delusione per non aver potuto partecipare attivamente alle operazioni belliche, per la mancata promozione al grado superiore, ormai attesa da qualche tempo, e anche per l'intenzione di dedicarsi ad attività amministrative o commerciali nella città dove era nato.
2. ↑  Tale reggimento era stato formato utilizzando personale e materiale proveniente dalla difesa costiera e con altro personale tratto dalle unità della flotta e dalle piazzeforti di La Spezia e Messina.

### Fonti
1. 1 2 3 4 5 6 7 8 9 10 11 12 13 14 15 16 17  Alberini, Prosperini 2016, p. 202.
2. 1 2 3 4 5 6 7 8 9 10 11 12 13 14 15 16 17 18 19  http://www.treccani.it/enciclopedia/alfredo-dentice_(Dizionario-Biografico)
3. 1 2  Mancini 2016, p. 232.
4. 1 2 3 4  Ufficio Storico dell'Aeronautica Militare 1969, p. 83.
5. 1 2  Ordine militare d'Italia sul sito della Presidenza della Repubblica